# The Builders and the Butchers
The Builders and the Butchers – amerykańska grupa muzyczna założona w 2005 w Portland. Tworzy muzykę w gatunku alternatywne country, folk rock, americana oraz gothic country.

## Biogram
Zespół powstał 31 października 2005. Każdy z członków pochodził wówczas z Anchorage na Alasce i osobno wyemigrował do Portland, aby rozpocząć karierę muzyczną.
Początkowo grupa nazywała się „The Funeral Band”. Występowała na ulicach i poza klubami muzycznymi. Ostatecznie nazwa została zmieniona na The Builders and The Butchers „tylko i wyłącznie z tego powodu, że była to jedyna nazwa, którą lubiła cała piątka członków”.
Okładki albumów zespołu są tworzone przez pochodzącego z Portland artystę Lukasa Ketnera.

## Dyskografia

### Albumy studyjne
- The Builders and The Butchers (2007; Bladen County Records)
- Loch Lomond / The Builders And The Butchers (2007; Bladen County Records / Song, By Toad Records)
- Salvation Is A Deep Dark Well (2009; Gigantic Music)
- Where The Roots All Grow (2010; Self Release), Live-Album
- Dead Reckoning (2010; Badman Recording Co.)
- Western Medicine (2013; Badman Recording Co.)
- The Spark (2017; Badman Recording Co.)
- Hell & High Water (2022; Badman Recording Co.)